# Естонський пенні
Пе́нні (ест. penn) — в минулому грошова одиниця Естонії. 100 естонських пенні складали естонську марку. Були в обігу в 1918—1928 роках.

## Історія
Рішення про введення в обіг марки було прийнято 30 листопада 1918 року, марка поділялася на 100 пенні. Спочатку в обіг були запущені казначейські квитки, випуск яких був дозволений Міністерству фінансів 9 грудня 1918 року. Виготовлення почалося в березні 1919 року на друкарні Паальманна в Таллінні та літо-типографії  «Tigmann & Co» в Гельсінкі (Фінляндія).
З державних казначейських квитків, позначених як «пенні» в обігу перебували 5 пенні, 10 пенні, 20 пенні, 50 пенні.
У 1928 році у Естонії була введена нова грошова одиниця естонська крона, яка складалася зі 100 сентів.

## Типи пенні
|  |  | 5 пенні  | 68 x 42 мм | зелений | номінал, стилізовані дерева | номінал |  | листопад/грудень 1919 року |
|  |  | 10 пенні | 68 x 42 мм |         |                             |         |  | грудень 1919 року          |
|  |  | 20 пенні | 68 x 42 мм |         |                             |         |  | листопад/грудень 1919 року |
|  |  | 50 пенні | 90 x 63 мм |         |                             |         |  | 6 травня 1919 року         |